# Matthias Depoorter
Matthias Depoorter (1980) is een Belgisch schrijver en kunsthistoricus.
Depoorter schrijft of schreef als kunstcriticus voor Knack, Openbaar Kunstbezit in Vlaanderen, Staalkaart, Collect, Kunst in Limburg en Origine.
Depoorter is al sinds zijn vroege jeugd gefascineerd door vogels. Als kunsthistoricus voert hij dan ook onderzoek naar vogels in de kunst. Beide passies (vogels en kunst) combineerde hij in zijn debuut Vliegwerk. Vogels in de kunst. Vliegwerk werd geselecteerd voor de longlist van de Jan Wolkers Prijs.
Depoorter werkte van 2011 tot 2018 voor de Vlaamse Kunstcollectie (VKC), het samenwerkingsverband van het Groeningemuseum in Brugge, het Museum voor Schone Kunsten in Gent en het Koninklijk Museum voor Schone Kunsten in Antwerpen. Hij was ook VKC-verantwoordelijke van de Summer Course for the Study of the Arts in Flanders.
Van 2018 tot 2020 werkte Depoorter voor het Museum voor Schone Kunsten in Gent (MSK). Hij was assistent-curator van de tentoonstelling Van Eyck. Een optische revolutie (2020) en coördinator van de gelijknamige wetenschappelijke uitgave. De tentoonstelling werd door het internationale kunsttijdschrift Apollo uitgeroepen tot tentoonstelling van het jaar. Depoorter was daarnaast curator van Gaspar de Crayer en Gent. Onlosmakelijk verbonden (2018).